# Giovanna di Savoia (marchesa del Monferrato)
Giovanna di Savoia (Chambéry, 16 luglio 1392 – Casale, gennaio 1460) è stata una principessa di casa Savoia che fu marchesa consorte del Monferrato, dal 1418 al 1445.

## Origine
Giovanna, secondo lo storico francese, Samuel Guichenon, nel suo Histoire généalogique de la royale maison de Savoie, era la figlia femmina secondogenita di Amedeo VII, detto il Conte Rosso, Conte di Savoia, d'Aosta e di Moriana, e della moglie, Bona di Berry, che, sia secondo i Documens historiques et généalogiques sur les familles et les hommes remarquables du Rouergue, che secondo Pierre de Guibours, detto Père Anselme de Sainte-Marie o più brevemente Père Anselme, era la figlia terzogenita del duca di Berry e d'Alvernia e conte di Poitiers e Montpensier, Giovanni di Francia (1340 † 1416) e della prima moglie Giovanna d'Armagnac (24 giugno 1346-1387), che, sempre secondo i Documens historiques et généalogiques sur les familles et les hommes remarquables du Rouergue, che secondo Père Anselme, era la figlia terzogenita del Conte di Rodez, conte d'Armagnac e di Fezensac e visconte di Lomagne e d'Auvillar, Giovanni I (1306 -† 1373) e della contessa di Charolais, Beatrice di Clermont (gennaio 1311 - Rodez 25 agosto 1364), principessa di sangue reale, figlia primogenita del conte di Charolais e signore di Saint-Just, Giovanni (figlio di Roberto di Francia, figlio del re di Francia, Luigi IX il Santo) e della sua seconda moglie, Giovanna di Dargies, signora di Dargies e di Catheux.
Amedeo VII di Savoia, detto il Conte Rosso, sempre secondo Samuel Guichenon, era il figlio maschio primogenito di Amedeo VI, detto il Conte Verde, Conte di Savoia, d'Aosta e di Moriana, e della moglie, Bona di Borbone, che sempre secondo la Samuel Guichenon era figlia del secondo duca di Borbone, Pietro I di Borbone e di sua moglie, la principessa francese Isabella di Valois, che, secondo la Chronique parisienne anonyme du XIVe siècle era figlia del conte di Valois, Conte di Angiò e del Maine, conte d'Alençon e conte di Chartres, Carlo di Valois e di Mahaut di Châtillon ed era sorella del futuro re di Francia (Bona era la nipote) di Filippo di Valois.

## Biografia
Giovanna nacque postuma, nel 1392, alcuni mesi dopo la morte del padre Amedeo VII, detto il Conte Rosso, che morì il 1º novembre 1391, a Ripaglia, lasciando il proprio erede minorenne, Amedeo (Amedeum eius filium), sotto la reggenza della madre, Bona di Borbone (Dominæ Bonæ de Borbonio comitissæ Sabaudiæ eius carissima genetricis), con Louis III de Cossonay, (?-1394) signore di Cossonay (cum consilio viri nobilis et potentis domini Ludovici domini de Cossonay), destinando anche un lascito a Bona (Bonam de Sabaudia eius filiam) come viene riportato nel suo testamento; nel testamento di Amedeo viene ricordata anche la moglie Bona (Domina Bona de Biturio eius consorte), ma non cita il figlio che nascerà (Giovanna).
Dopo la morte di Amedeo VII la corte dei feudatari si divise in due partiti, uno che appoggiava la nonna di Giovanna, Bona di Borbone, con corte a Chambéry ed un altro che invece si era schierato in favore della madre di Bona e del nuovo conte Amedeo VIII, Bona di Berry, con corte a Montmélian; la guerra civile fu evitata anche per l'intervento del re di Francia, Carlo VI, e si concluse con la conferma della reggenza a Bona di Borbone.
Dopo che sua madre, Bona di Berry, era stata esclusa dalla tutela dei figli e dalla reggenza, aveva lasciato la Savoia ed era ritornata in Francia, il 2 dicembre 1393, nel castello di Mehun-sur-Yèvre, venne redatto il contratto matrimoniale che doveva legare Bona a Bernardo VII d'Armagnac, e, nel 1394, Bona sposò, in seconde nozze, il Conte di Rodez, conte d'Armagnac e di Fezensac oltre che Visconte di Lomagne e Auvillars, Bernardo VII, che, sia secondo i Documens historiques et généalogiques sur les familles et les hommes remarquables du Rouergue, che secondo Père Anselme, era il figlio maschio primogenito del Conte di Rodez, conte d'Armagnac e di Fezensac, conte di Charolais e visconte di Lomagne e d'Auvillar, Giovanni II (1333 -† 1384) e di Giovanna di Périgord (1345 circa-dopo il 7 Maggio 1366), figlia di Ruggero Bernardo, Conte di Périgord e della moglie, Eleonora d1 Vendôme.
La politica matrimoniale intrapresa da suo fratello, Amedeo VIII, Giovanna fu utilizzata in un'alleanza matrimoniale per pacificare i rapporti tempestosi con il Monferrato, sposando, come ci viene confermato dal crnista, Benvenuto di San Giorgio, il 24 aprile 1411, l'erede del marchesato del Monferrato, Gian Giacomo Paleologo (1395 – 1445), figlio del marchese di Monferrato, Teodoro II e della sua seconda moglie, Giovanna di Bar (†1402), come ci confermano i Monumenta Aquensia.
Il contratto di matrimonio di Giovanna e Gian Giacomo era stato redatto un mese prima.
Nel 1414 divenne contessa d'Acqui e alla morte di suo suocero Teodoro II del Monferrato nel 1418 divenne margravia di Monferrato; Teodoro II morì nel 1418 e, secondo lo storico francese Jean Frézet, la sua terza moglie, Margherita non gli aveva dato figli.
Sua sorella, Bona nel 1429, fece testamento, designando suo erede il figlio naturale del marito, anche lui di nome Ludovico (Dominum Ludovicum Bastardum Achayæ) e destinando lasciti a Giovanna (dominæ Joannæ de Sabaudia marchionissæ Montisferrati, eiusdem dominæ testracisis sorori), alla madre (dominæ Bonæ de Biturio eius matri) ed al fratello Amedeo VIII (dominum Amedeum Sabaudiæ ducem eius fratrem).
Secondo il documento nº 5372 dei Titres de la maison ducale de Bourbon, par m. Huillard-Bréholles, il 18 settembre 1430, sua madre, Bona di Berry (Bonne de Berry comtesse d’Armaganc et de Rhodes vicomtesse de Carlades, veuve de Bernard comte d’Armagnac et Rhodes) fece testamento, lasciando come erede della viscontea di Carlat il figlio, Bernardo (son fils Bernard d’Armagac comte de Pardiac), stabilendo dei lasciti per gli altri figli ancora in vita, tra cui Giovanna (Jeanne de Savoie marquise de Montferrat son autre fille.).
Giovanna rimase vedova, nel 1445; secondo i Monumenta Aquensia, Gian Giacomo morì il 12 marzo 1445.
Giovanna morì nel 1460.

## Discendenza
Giovanna a Gian Giacomo dette sei o sette figli:
- Giovanni (Casale, 24 giugno 1413-Casale, 29 gennaio 1464), che succedette al padre e che sposò Margherita di Savoia[18];
- Sebastiano Ottone (Casale, 16 giugno 1419-Casale, 15 aprile 1419)[25];
- Guglielmo (Casale, 19 luglio 1420-Casale, 1483), che succedette al fratello, Giovanni IV, e che sposò Maria de Foix, sorella del cardinale Pietro di Foix (il Giovane), poi Elisabetta Maria Sforza ed infine Bernarda di Brosse, figlia del Conte di Penthièvre[18], Giovanni II di Brosse;
- Bonifacio (Casale, 13 giugno 1424-Casale, 31 gennaio 1494), che succedette al fratello, Guglielmo VIII, e che sposò Elena di Brosse, figlia del Conte di Penthièvre, sorella di Bernarda, e poi Maria di Serbia[18]; forse la prima moglie fu Orvietana di Campo-Fregoso[25];
- Teodoro (Casale, 14 agosto 1425-Casale, 21 gennaio 1481), vescovo di Casale[18];
- Isabella (Moncalvo, 7 settembre 1427-Manta, 1475)[18], che sposò Ludovico I del Vasto, marchese di Saluzzo;
- Amedea (3 agosto 1429-Nicosia, 13 settembre 1440)[18], che sposò Giovanni II di Lusignano, re di Cipro.

## Ascendenza
|                         |                        |                       | Genitori                  |  |  | Nonni |  |  | Bisnonni         |  |  | Trisnonni          |  |
|                         |                        |                       |                           |  |  |       |  |  | Aimone di Savoia |  |  | Amedeo V di Savoia |  |
|                         |                        |                       |                           |  |  |       |  |  | Aimone di Savoia |  |  | Amedeo V di Savoia |  |
|                         |                        | Sibilla de Baugé      |                           |  |  |       |  |  | Aimone di Savoia |  |  |                    |  |
| Amedeo VI di Savoia     |                        |                       |                           |  |  |       |  |  | Aimone di Savoia |  |  |                    |  |
|                         |                        | Violante Paleologa    | Teodoro I del Monferrato  |  |  |       |  |  |                  |  |  |                    |  |
|                         |                        | Violante Paleologa    | Teodoro I del Monferrato  |  |  |       |  |  |                  |  |  |                    |  |
|                         |                        | Violante Paleologa    | Argentina Spinola         |  |  |       |  |  |                  |  |  |                    |  |
| Amedeo VII di Savoia    |                        | Violante Paleologa    |                           |  |  |       |  |  |                  |  |  |                    |  |
|                         |                        | Pietro I di Borbone   | Luigi I di Borbone        |  |  |       |  |  |                  |  |  |                    |  |
|                         |                        | Pietro I di Borbone   | Luigi I di Borbone        |  |  |       |  |  |                  |  |  |                    |  |
|                         |                        | Pietro I di Borbone   | Maria di Avesnes          |  |  |       |  |  |                  |  |  |                    |  |
| Bona di Borbone         |                        | Pietro I di Borbone   |                           |  |  |       |  |  |                  |  |  |                    |  |
|                         |                        | Isabella di Valois    | Carlo di Valois           |  |  |       |  |  |                  |  |  |                    |  |
|                         |                        | Isabella di Valois    | Carlo di Valois           |  |  |       |  |  |                  |  |  |                    |  |
|                         |                        | Isabella di Valois    | Mahaut di Châtillon       |  |  |       |  |  |                  |  |  |                    |  |
| Giovanna di Savoia      |                        | Isabella di Valois    |                           |  |  |       |  |  |                  |  |  |                    |  |
|                         | Giovanni II di Francia | Filippo VI di Francia |                           |  |  |       |  |  |                  |  |  |                    |  |
|                         | Giovanni II di Francia | Filippo VI di Francia |                           |  |  |       |  |  |                  |  |  |                    |  |
|                         | Giovanni II di Francia | Giovanna di Borgogna  |                           |  |  |       |  |  |                  |  |  |                    |  |
| Giovanni, duca di Berry | Giovanni II di Francia |                       |                           |  |  |       |  |  |                  |  |  |                    |  |
|                         |                        | Bona di Lussemburgo   | Giovanni I di Lussemburgo |  |  |       |  |  |                  |  |  |                    |  |
|                         |                        | Bona di Lussemburgo   | Giovanni I di Lussemburgo |  |  |       |  |  |                  |  |  |                    |  |
|                         |                        | Bona di Lussemburgo   | Elisabetta di Boemia      |  |  |       |  |  |                  |  |  |                    |  |
| Bona di Berry           |                        | Bona di Lussemburgo   |                           |  |  |       |  |  |                  |  |  |                    |  |
|                         |                        | Giovanni I d'Armagnac | Bernardo VI d'Armagnac    |  |  |       |  |  |                  |  |  |                    |  |
|                         |                        | Giovanni I d'Armagnac | Bernardo VI d'Armagnac    |  |  |       |  |  |                  |  |  |                    |  |
|                         |                        | Giovanni I d'Armagnac | Cecilia di Rodez          |  |  |       |  |  |                  |  |  |                    |  |
| Jeanne d'Armagnac       |                        | Giovanni I d'Armagnac |                           |  |  |       |  |  |                  |  |  |                    |  |
|                         |                        | Béatrice di Clermont  | Giovanni di Charolais     |  |  |       |  |  |                  |  |  |                    |  |
|                         |                        | Béatrice di Clermont  | Giovanni di Charolais     |  |  |       |  |  |                  |  |  |                    |  |
|                         |                        | Béatrice di Clermont  | Jeanne d'Argies           |  |  |       |  |  |                  |  |  |                    |  |
|                         |                        | Béatrice di Clermont  |                           |  |  |       |  |  |                  |  |  |                    |  |

### Fonti primarie
- (LA)  (FR)  Preuves de l'Histoire généalogique de la royale maison de Savoie, justifiée par titres, ..par Guichenon, Samuel
- (FR)  Chronique parisienne anonyme du XIVe siècle.
- (FR)  Histoire généalogique et chronologique de la maison royale de France, tomus III.
- (FR)  Documens historiques et généalogiques sur les familles et les hommes remarquables du Rouergue.
- (LA)  Rerum Italicarum scriptores, tomus XXIII

### Letteratura storiografica
- (FR)  Histoire généalogique de la royale maison de Savoie, justifiée par titres, ..par Guichenon, Samuel
- (FR)  Histoire de la Maison de Savoie
- (FR)  Titres de la maison ducale de Bourbon, par m. Huillard-Bréholles.
- (IT)  Monumenta Aquensia